# Gibbomesosella
Gibbomesosella is een kevergeslacht uit de familie van de boktorren (Cerambycidae). De wetenschappelijke naam van het geslacht werd voor het eerst geldig gepubliceerd in 1932 door Pic.

## Soorten
Gibbomesosella omvat de volgende soorten:
- Gibbomesosella laosica Breuning, 1969
- Gibbomesosella nodulosa (Pic, 1932)